# Baoudetta
Baoudetta este o comună rurală din departamentul Tessaoua, regiunea Maradi, Niger, cu o populație de 8.416 locuitori (2001).